# Thecla datitia
Thecla datitia är en fjärilsart som beskrevs av Jones 1912. Thecla datitia ingår i släktet Thecla och familjen juvelvingar. Inga underarter finns listade i Catalogue of Life.